# Seth Curry
Seth Curry   (Charlotte, 23 d'agost de 1990) és un jugador de bàsquet professional nord-americà dels Brooklyn Nets de la National Basketball Association. Va jugar a bàsquet universitari durant un any a la Universitat Liberty abans de transferir-se a Duke. És fill de l'antic jugador de l'NBA Dell Curry i el germà petit del jugador de l'NBA Stephen Curry. El 2022 ocupava el tercer lloc en la història de l'NBA en percentatge de tirs de camp de tres punts.